# Gennadij Ivanovič Poloka
Gennadij Ivanovič Poloka (in russo Геннадий Иванович Полока?; Kujbyšev, 15 luglio 1930 – Mosca, 5 dicembre 2014) è stato un regista sovietico.

## Filmografia parziale

### Regista
- Kapronovye seti (in russo Капроновые сети?; 1962)
- Respublika ŠKID (in russo Республика ШКИД?; 1966)
- Intervencija (in russo Интервенция?; 1968)
- Odin iz nas (in russo Один из нас?; 1970)
- Odinoždy odin (in russo Одиножды один?; 1974)
- Vozvraščenie "Bronenosca" (in russo Возвращение «Броненосца»?; 1996)